# Сагиены
Сагиены (рум. Săghieni, Сэгиень) — село в Унгенском районе Молдавии. Наряду с селами Алексеевка и Лидовка входит в состав коммуны Алексеевка.

## География
Село расположено на высоте 210 метров над уровнем моря.

## Население
По данным переписи населения 2004 года, в селе Сэгиень проживает 97 человек (46 мужчин, 51 женщина).
Этнический состав села:
| Национальность | Число жителей | Процентный состав |
| -------------- | ------------- | ----------------- |
| молдаване      | 86            | 88.66             |
| украинцы       | 11            | 11.34             |
| Всего          | 97            | 100%              |